# Миљко Ристић
Миљко Ристић (Београд, 1949) српски је кардиохирург, универзитетски професор и бивши в.д. директора Клиничког центра Србије.

## Биографија
Дипломирао је на Медицинском факултету Универзитета у Београду 1972. године. Специјалистичке студије опште хирургије је завршио 1979. године, а докторирао је са тезом „Реконструкција митралне валвуле“ 1986. године. Усавршавао се у Бриселу, Паризу, Хјусону и Цириху.
Вршио је операцију над Зораном Ђинђићем након што је Ђинђић после атентата довезен у клинички центар. Ристић је успео да му зашије срце, али због великог оштећења на јетри, није успео да му спаси живот.
Од 5. новембра 2012. до 4. августа 2015. године је био вршилац дужности директора Клиничког центра Србије, када је одлуком Владе Србије постављен за главног координатора за трансплантацију срца и кардиохирургију за Београд, Ниш, Крагујевац и Ужице.
Једно време је био принудни управник Института за кардиоваскуларне болести Дедиње.
Тренутно је редовни професор Медицинског факултета Универзитета у Београду и координатор за кардиологију Министарства здравља. 
Председник је Медицинске комисије Фудбалског савеза Србије и члан Управног одбора Фудбалског клуба Црвена звезда.

### Политичка каријера
Миљко Ристић је дугогодишњи члан Српске радикалне странке, али никада није био активан у страначком раду. На локалним изборима у Београду 2022. године, Ристић је кандидован испред Српске радикалне странке за одборника Скупштине града Београда и промовисан као њен кандидат за градоначелника Београда.